# Ng Pak Kum
Ng Pak Kum (chinesisch 鍾海玉; * 8. Oktober 1968) ist ein Badmintonspieler aus Hongkong.

## Karriere
Ng Pak Kum nahm 1992 im Herrendoppel an den Olympischen Sommerspielen in Barcelona teil. Er verlor dabei mit Chan Siu Kwong in Runde zwei und wurde somit 9. in der Endabrechnung. Im Jahr zuvor hatten beide die Australian Open gewonnen. Bei den Hong Kong Open 1993 reichte es dagegen nur zu Rang 5.

## Sportliche Erfolge
| Saison | Veranstaltung   | Disziplin    | Platz | Name                        |
| ------ | --------------- | ------------ | ----- | --------------------------- |
| 1991   | Australian Open | Herrendoppel | 1     | Chan Siu Kwong / Ng Pak Kum |
| 1992   | Olympia         | Herrendoppel | 9     | Chan Siu Kwong / Ng Pak Kum |
| 1993   | Hong Kong Open  | Herrendoppel | 5     | Chan Siu Kwong / Ng Pak Kum |